# Л-2М
Л-2М — двухзаходный стелларатор, расположенный в Институте общей физики РАН (Москва). В настоящее время установка модернизирована и продолжает эксплуатироваться.
На стеллараторе Л-2М сконструирована и изготовлена квадрупольная антенна для экспериментов по ионному циклотронному нагреву плазмы и генерации токов увлечения. 

## Характеристики
- большой радиус тора: R = 1 м;

- радиус плазмы: a = 0,115 м;

- тороидальное магнитное поле: B0 = 1,34 Тл;

- угол вращательного преобразования, создаваемый магнитной системой: меняется от i = 0,18 на магнитной оси системы до i = 0,78 на границе плазмы;